# Leffrinckoucke
Leffrinckoucke település Franciaországban, Nord megyében. Lakosainak száma 4101 fő (2022. január 1.). Leffrinckoucke Téteghem-Coudekerque-Village, Uxem, Dunkerque és Ghyvelde községekkel határos.

## Népesség
A település népességének változása:
| Lakosok száma | 4366 | 4293 | 4376 | 4262 | 4255 | 4207 | 4150 | 4124 | 4101 |
|               | 2013 | 2015 | 2016 | 2017 | 2018 | 2019 | 2020 | 2021 | 2022 |